# Chasse à l'alligator
La chasse à l'alligator concerne deux espèces : l'alligator d'Amérique et l'alligator de Chine. De nombreuses espèces de crocodiliens ont été ou sont toujours chassées pour leur viande et pour leur cuir, mais aussi pour réguler les populations et limiter les risques pour les populations humaines. Pour celui d'Amérique (Alligator mississippiensis), après avoir failli disparaître en raison d'une chasse non contrôlée et la destruction de son habitat, l'espèce a vu ses populations augmenter à nouveau dans la deuxième moitié du XXe siècle et une chasse avec quotas est depuis possible dans de nombreux États américains. Pour celui de Chine (Alligator sinensis), la chasse non contrôlée et la destruction de son habitat ont également décimé ses populations. Bien que l'espèce se reproduise bien dans les fermes d'élevage, la réintroduction des animaux est délicate en raison d'un habitat dégradé et fragmenté. Sa population reste très faible à l'état sauvage. Strictement protégée, il est interdit de chasser l'espèce.

## Amérique du Nord

### États-Unis

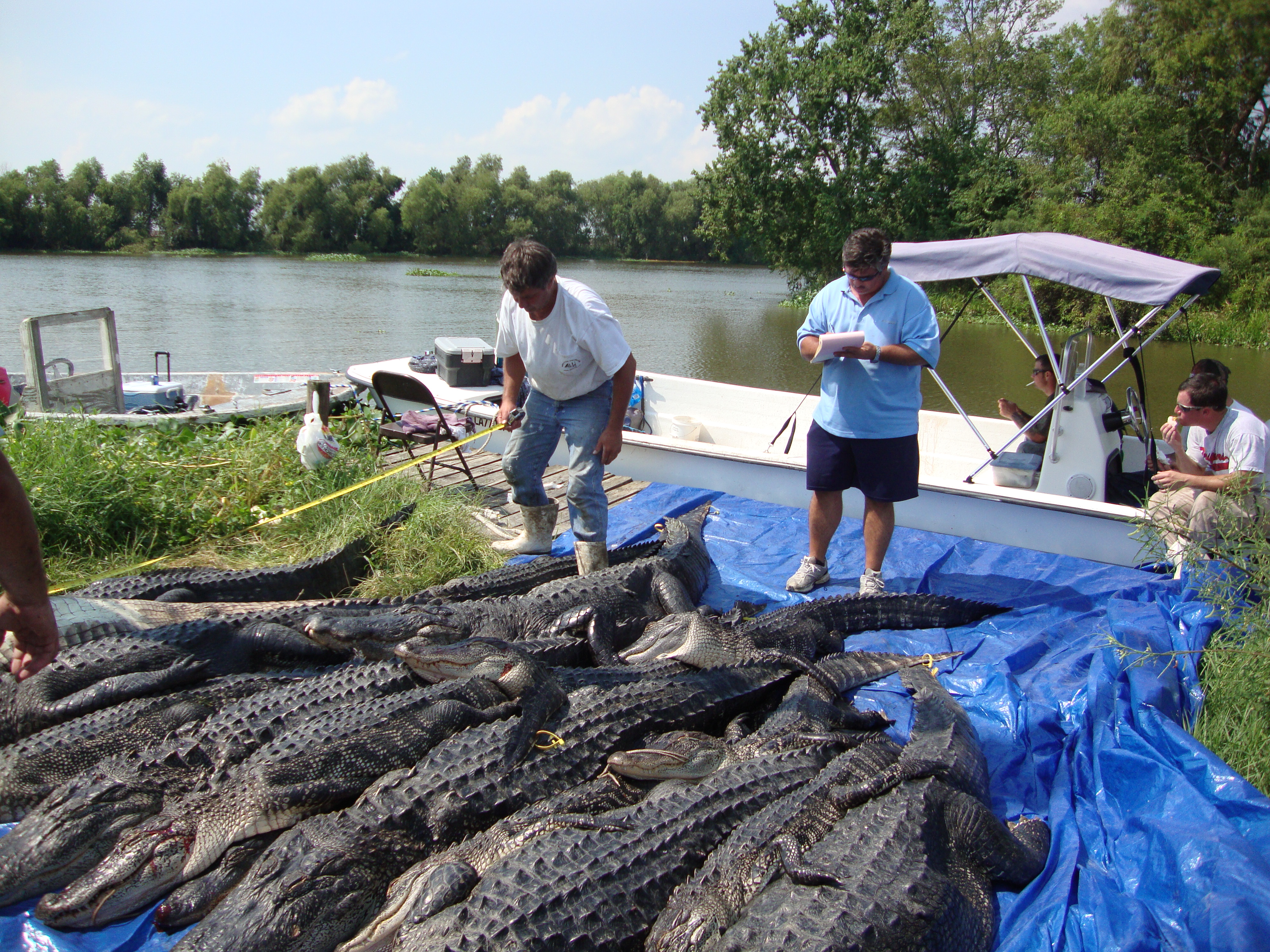
Retour d'une chasse à l'alligator en Floride (2011).

L'espèce Alligator mississippiensis est la première espèce de crocodilien à être chassée pour son cuir à grande échelle dans un but commercial. Mais cette chasse non contrôlée et la destruction de son habitat entraînent une chute importante des populations de l'espèce et pousse le gouvernement américain à placer officiellement l'espèce sous protection en 1967 (en vertu d'une loi précédant l'Endangered Species Act de 1973),. Sa protection est un succès. À la fin du XXe siècle, l'espèce est remise comme le prouve l'augmentation des appels pour nuisance. À la fin des années 2010, ces appels dépassent les 10 000 par an. Depuis le début du XXIe siècle, des programmes de chasse aux alligators sont mis en place dans la majorité des États américains où l'espèce est présente.
Sa chasse est très contrôlée. Une partie des permis de chasse sont délivrés par tirage au sort. Tout animal abattu doit être marqué par une étiquette CITES et le chasseur doit signaler et enregistrer sa capture dans les 24 heures. La Louisiane et la Floride sont les deux États ayant les plus grosses populations des États-Unis. L'espèce a un poids économique important pour le pays, que ce soit pour sa chasse, son élevage ou l'écotourisme.

### Mexique
L'alligator d'Amérique n'est pas une espèce originaire du Mexique mais une petite population est présente dans le nord et le nord-est de l'État de Tamaulipas, situé contre la frontière sud du Texas. Elle ne semble pas être chassée, mais le pays possède plusieurs autres espèces de crocodiliens également victimes d'une chasse incontrôlée au milieu du XXe siècle. Le crocodile de Morelet (Crocodylus moreletii) est ainsi protégé depuis les années 1970. Le crocodile américain (Crocodylus acutus), espèce vulnérable et protégée, est considéré comme dangereux et est la cause de plusieurs attaques mortelles sur l'Homme. Malgré leur statut d'espèces protégées, les deux sont victimes de braconnage. Le caïman à lunettes (Caiman crocodilus) est également présent. Espèce commune et de préoccupation mineure, elle est encore chassée dans plusieurs pays d'Amérique centrale et d'Amérique du Sud. Les caïmans sont généralement chassés de nuit sur des canoës, leurs yeux brillant dans le faisceau des torches permettent de repérer facilement les animaux.

## Asie

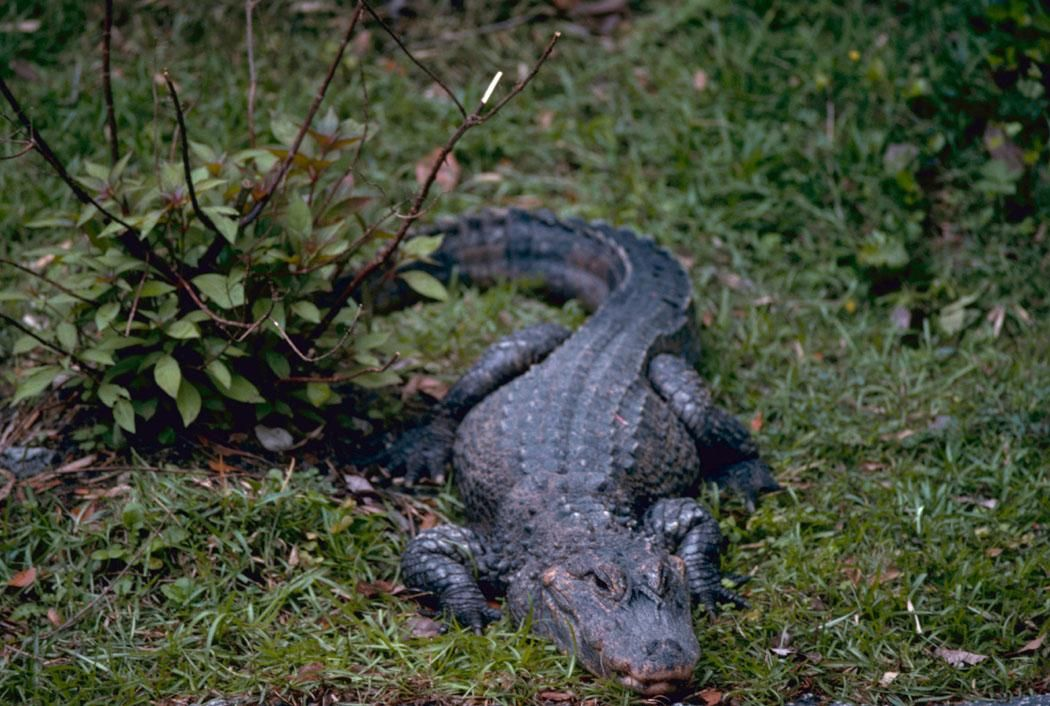
Alligator de Chine.

En Chine, l'Alligator sinensis est grandement menacé par la destruction de son habitat à cause de l'agriculture. Avec l'expansion des populations humaines, les zones humides sont transformées petit à petit en rizières. L'usage d'engrais et de pesticides impacte aussi la reproduction de l'espèce, et la construction de nombreux barrages le long du Yangtsé a détruit de grandes zones propices à l'espèce.
Pendant des siècles, la chasse fait partie des pressions que subit l'alligator de Chine. L'animal est chassé par les populations rurales qui le considèrent non seulement comme dangereux mais aussi comme un concurrent pour les ressources halieutiques. Les animaux sont également recherchés pour leur viande et organes. En effet, sa viande est réputée pour être un remède contre le rhume et prévenir contre les cancers dans la médecine traditionnelle chinoise.
À la fin du XXe siècle, l'alligator de Chine est l'espèce de crocodilien la plus menacée au monde. Il est protégé en Chine depuis 1972. L'espèce est classée en danger critique d'extinction par l'UICN et en 2001, elle fait partie des quinze espèces présentes sur la liste des « espèces précieuses et rares » mise en place par le gouvernement chinois. Au début du XXIe siècle, sa population sauvage est évaluée à moins de 200 individus. Par son statut d'espèce protégée, sa chasse est strictement interdite. Malgré cette interdiction, l'espèce est victime du braconnage,.